# 柳宗理
柳 宗理（やなぎ そうり

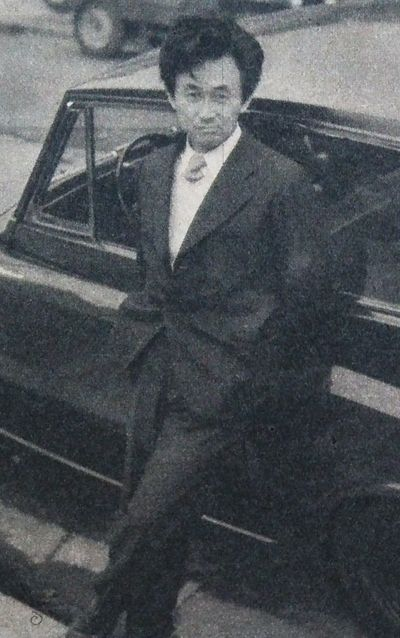
柳宗理

、1915年6月29日 - 2011年12月25日）は、20世紀に活動した日本のインダストリアルデザイナー。金沢美術工芸大学客員教授。本名は柳 宗理（やなぎ むねみち）。実父は民芸運動の指導者で思想家の柳宗悦、祖父は柳楢悦。
戦後日本のインダストリアルデザインの確立と発展における最大の功労者と言われる。代表作は「バタフライスツール」（天童木工製作）。ユニークな形態と意外な実用性を兼ね備えた作品が多く知られた。工業デザインの他に玩具のデザイン、オブジェなども手がけた。

## 来歴
1915年、東京市原宿に父・柳宗悦と母・兼子の長男として生まれた。弟に美術史家・柳宗玄（宗悦の次男）、園芸研究家・柳宗民（宗悦の三男）がいる。
1935年、東京美術学校洋画科入学。バウハウスにいた水谷武彦の講義でル・コルビュジエの存在を知り、デザインに関心を持つようになった。1940年、東京美術学校洋画科卒。商工省の水谷良一に誘われ、日本輸出工芸連合会の嘱託となり、当時輸出工芸指導官として来日していたシャルロット・ペリアンの日本視察に同行。日本各地の伝統工芸に触れる。1942年、坂倉準三建築研究所の研究員となる。1943年、太平洋戦争の下、坂倉が設計を進めていた日本文化会館の手伝いのために、研究員の身分のまま陸軍の報道班員として南方戦線の激戦の地フィリピンへ渡る。この時、ル・コルビュジエの『輝く都市』をリュックに詰めて戦地に赴き、敵に追われた際に砂浜に埋めて逃げたという。
1946年に復員し、終戦後は工業デザインの研究に着手する。松村硬質陶器シリーズのデザインをするも終戦直後の物資不足の中、焼成の燃料持参でなければ窯業所は生産を行わないため、海中に沈没した軍の徴用船から石炭を運びだし焼成にこぎつけた。1950年、柳インダストリアルデザイン研究所を開設。1952年、第1回新日本工業デザインコンクールに出品し第1席「レコードプレイヤー」（日本コロムビア製作）、2席を併せて入選。この賞金を元に1953年、財団法人柳工業デザイン研究会を設立する。この頃、日本工業デザイン協会創設に参加した。
1955年、金沢美術工芸大学産業美術学科工業デザイン専攻教授に就任。1956年、銀座松屋にて第一回柳工業デザイン研究会個展を開催。「バタフライスツール」を発表。1957年、第11回ミラノ・トリエンナーレに招待出品し、「バタフライスツール」及び「白磁土瓶」が金賞受賞。その後デザイナーとして国際的に活動。1958年、バタフライスツールがニューヨーク近代美術館パーマネントコレクションに選定される。1967年、金沢美術工芸大学教授を退任し、翌年から非常勤となる。
1977年、日本民藝館館長に就任、翌年には日本民藝協会会長に就任。1980年、イタリア在住のデザイナーでさえも推挙がなければ困難とされる「ミラノ市近代美術館」でデザイナー初の個展を開いた。1981年、紫綬褒章を受章。1987年、旭日小綬章を受章。2002年、文化功労者として顕彰される。2003年、『柳宗理エッセイ』（平凡社ライブラリー）を刊行。
2011年12月25日、肺炎のため東京都内の病院で死去。96歳没。墓所は小平霊園。

## 主な仕事
- 1952年 - レコードプレイヤー（日本コロムビア）
- 1953年 - 「早く沸くヤカン」（東京ガス）
- 1954年 - 「スタッキングスツール(エレファントスツール)」（コトブキ製作）
- 1956年 - 「バタフライスツール」（天童木工製作）、オート三輪（三井精機製作）、白磁土瓶・醤油入れ（多治見陶磁器試験所製作）
- 1960年 - 二回転式下皿秤「パール」（寺岡精工製作）
- 1964年 - 東京オリンピック聖火コンテナ、トーチ・ホルダー、水泳競技場座席等
- 1965年 - 「スタッキング・チェア」（コトブキ製作）
- 1970年 - 札幌冬季オリンピック聖火台、トーチ・ホルダー
- 1970年 - 野毛のつり橋、野毛山動物園看板
- 1973年 - 横浜市営地下鉄駅設備
- 1980年 - 東名高速道路・東京料金所防音壁
- 1985年 - 関越自動車道・関越トンネル坑口
- 1991年 - 東名高速道路・足柄橋
- 1997年 - 東京湾横断道路・木更津料金所
- 1999年 - 「シェルチェア」「スタッキングチェア」（天童木工製作）

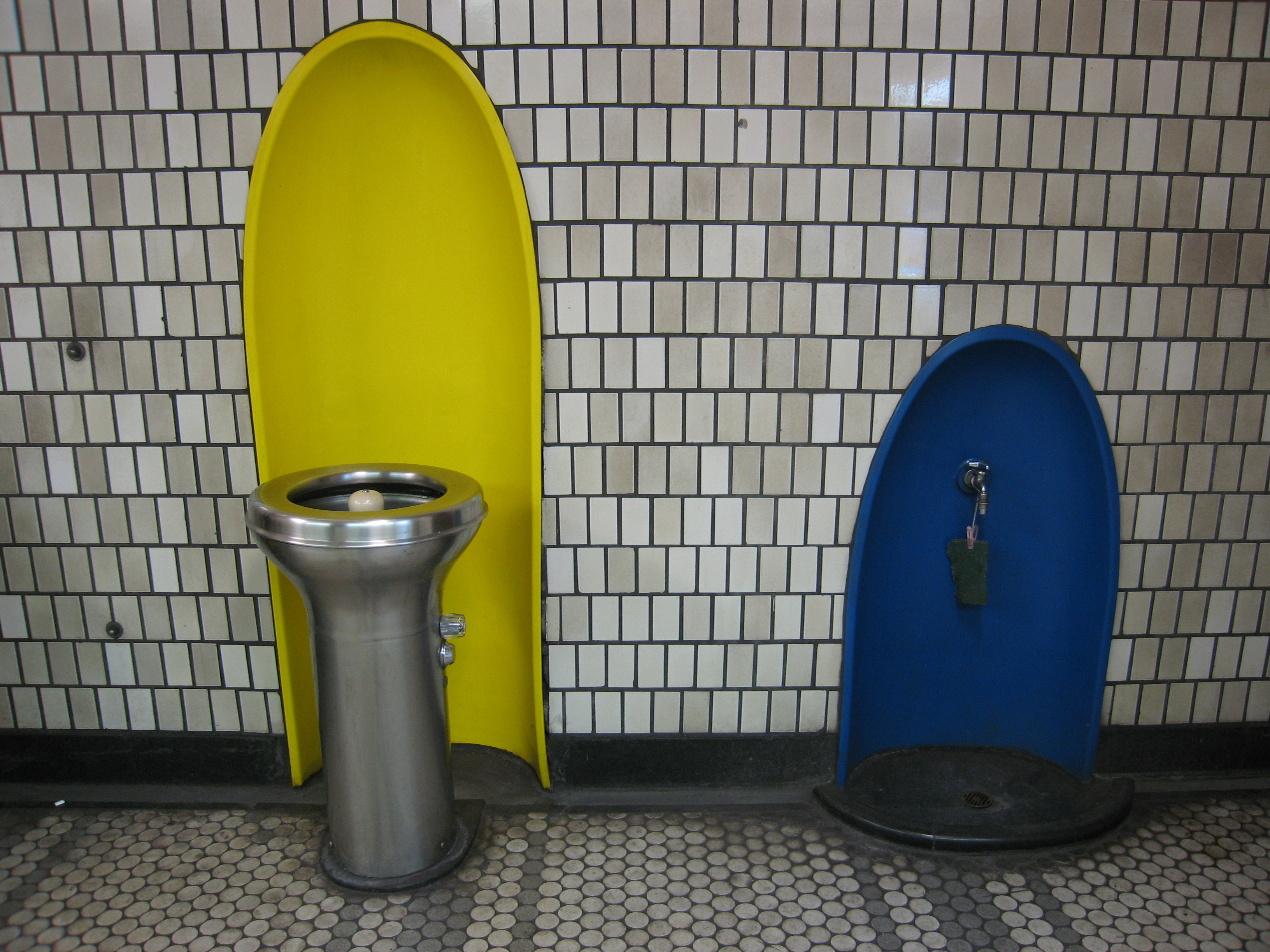
水飲器と水汲み場（横浜市営地下鉄）
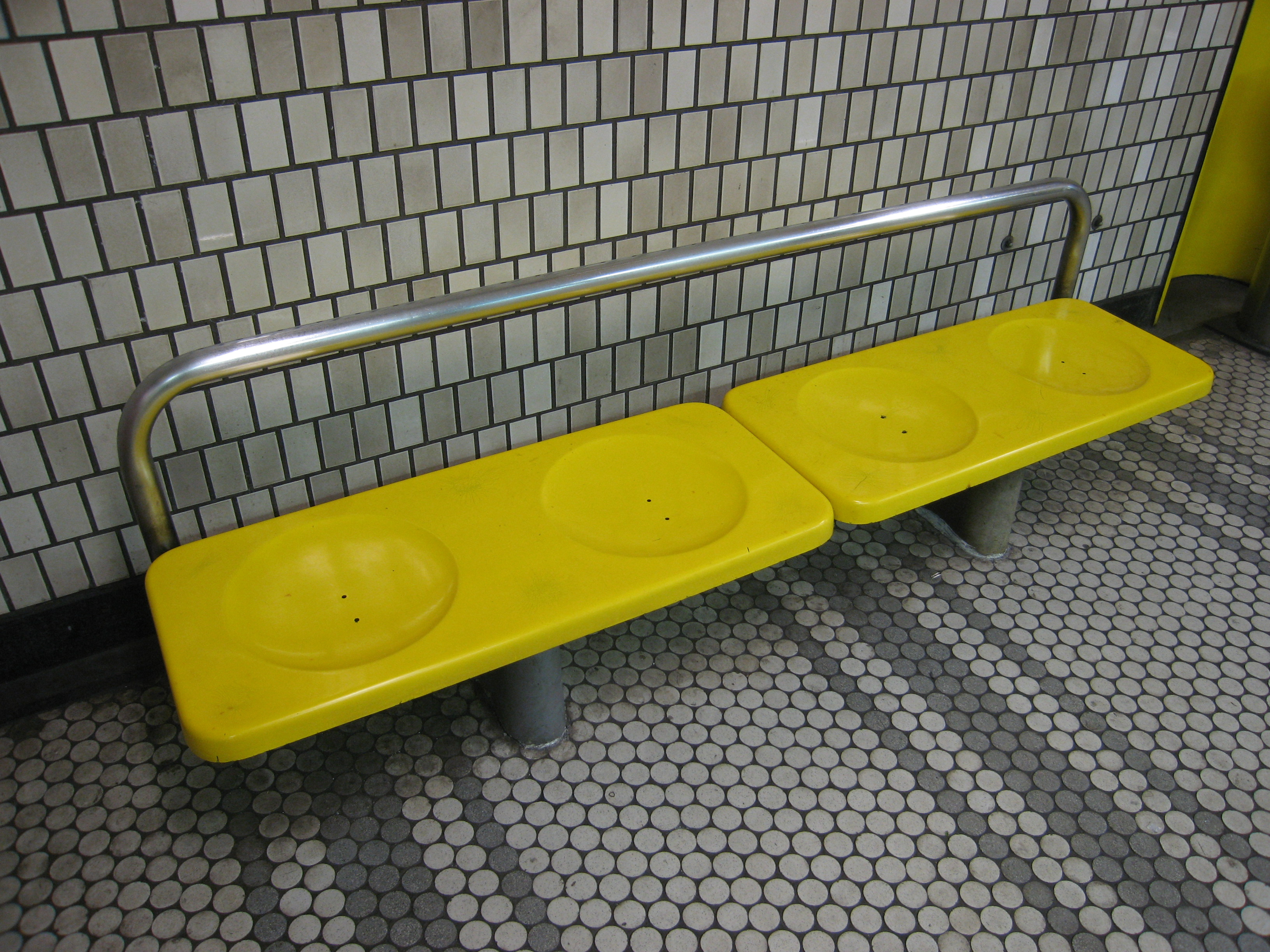
ベンチ（横浜市営地下鉄）
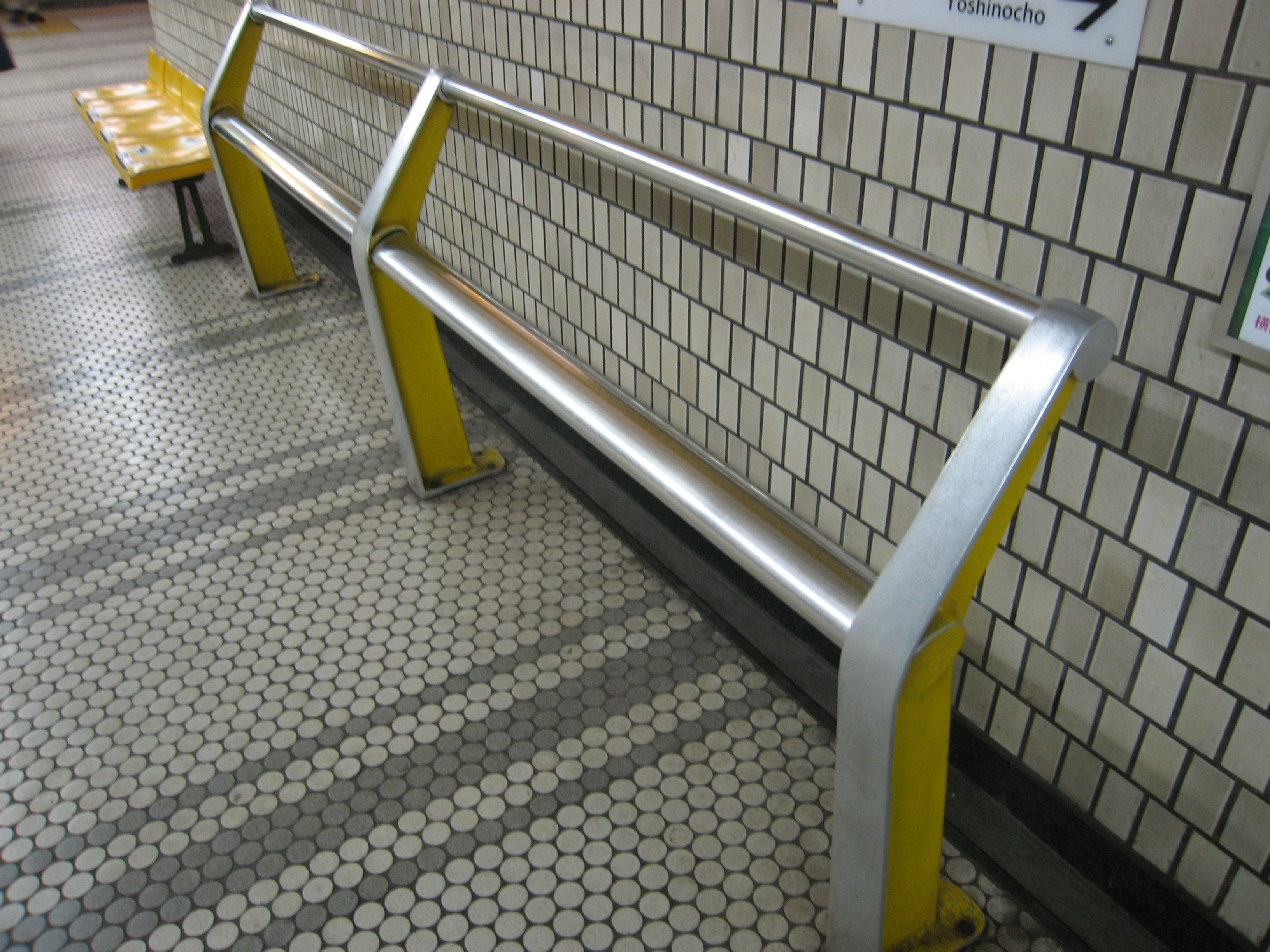
背もたれサポーター（横浜市営地下鉄）
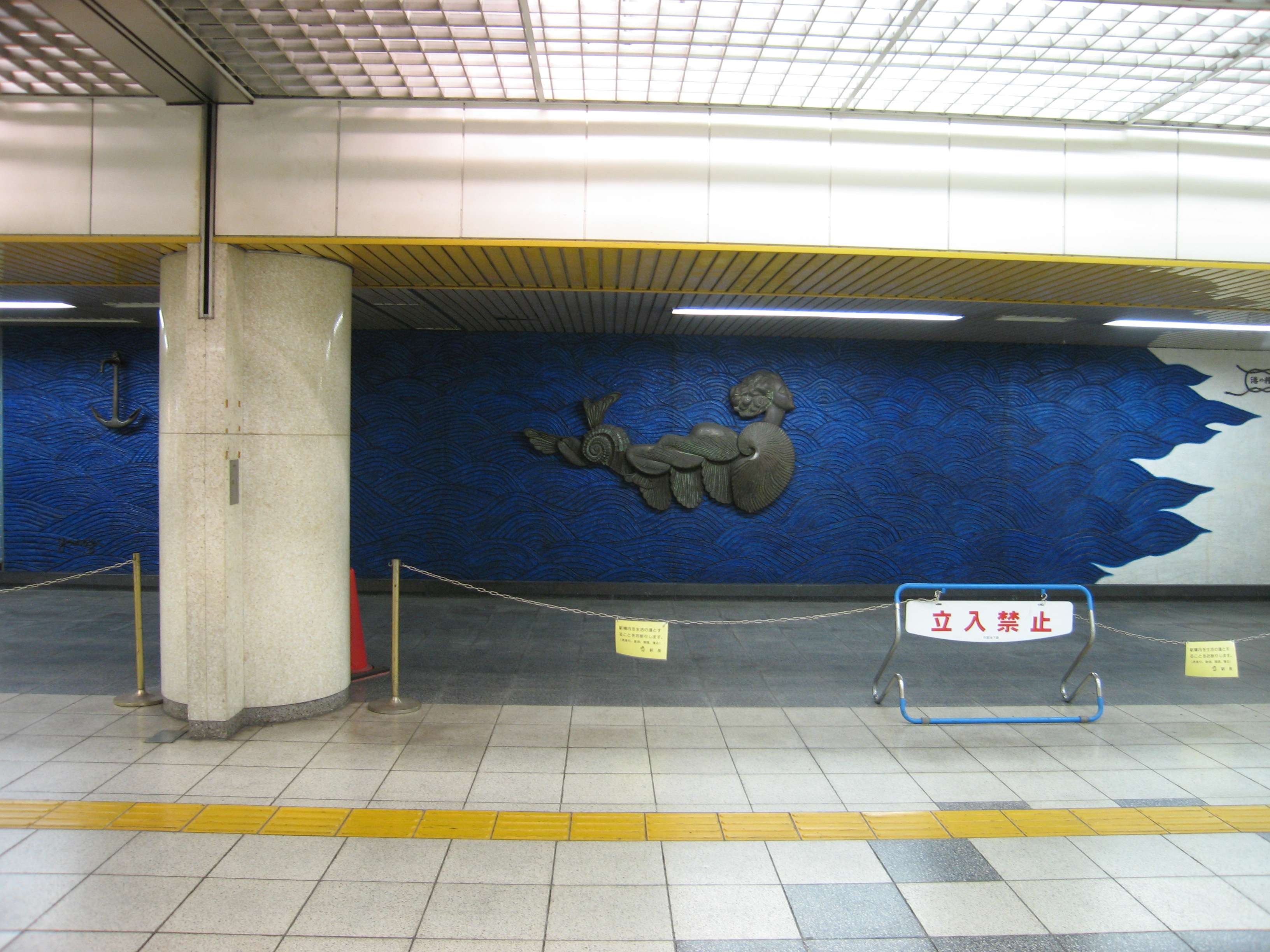
レリーフ「港の精」（横浜市営地下鉄横浜駅）
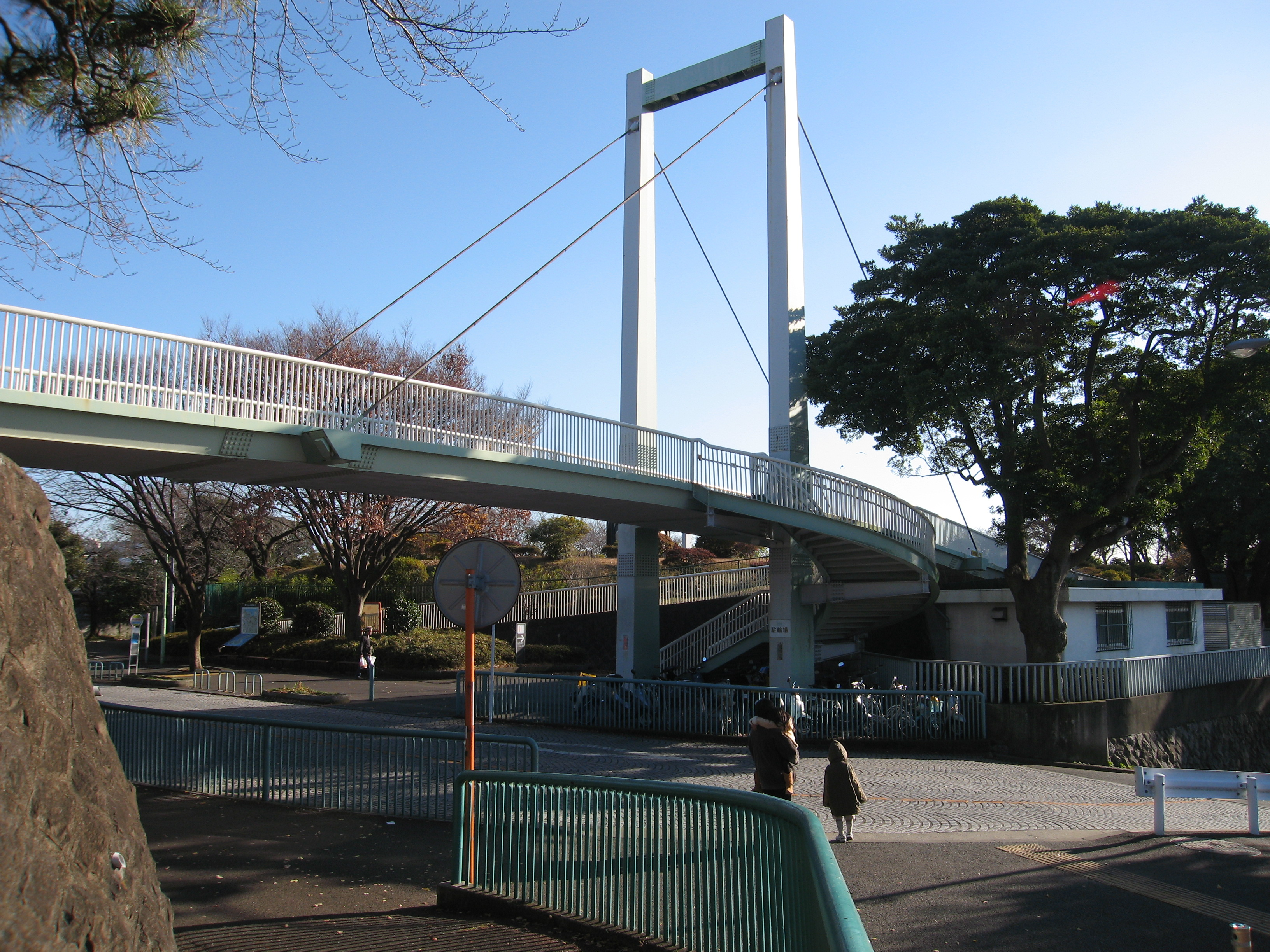
野毛のつり橋（横浜市・野毛山公園）
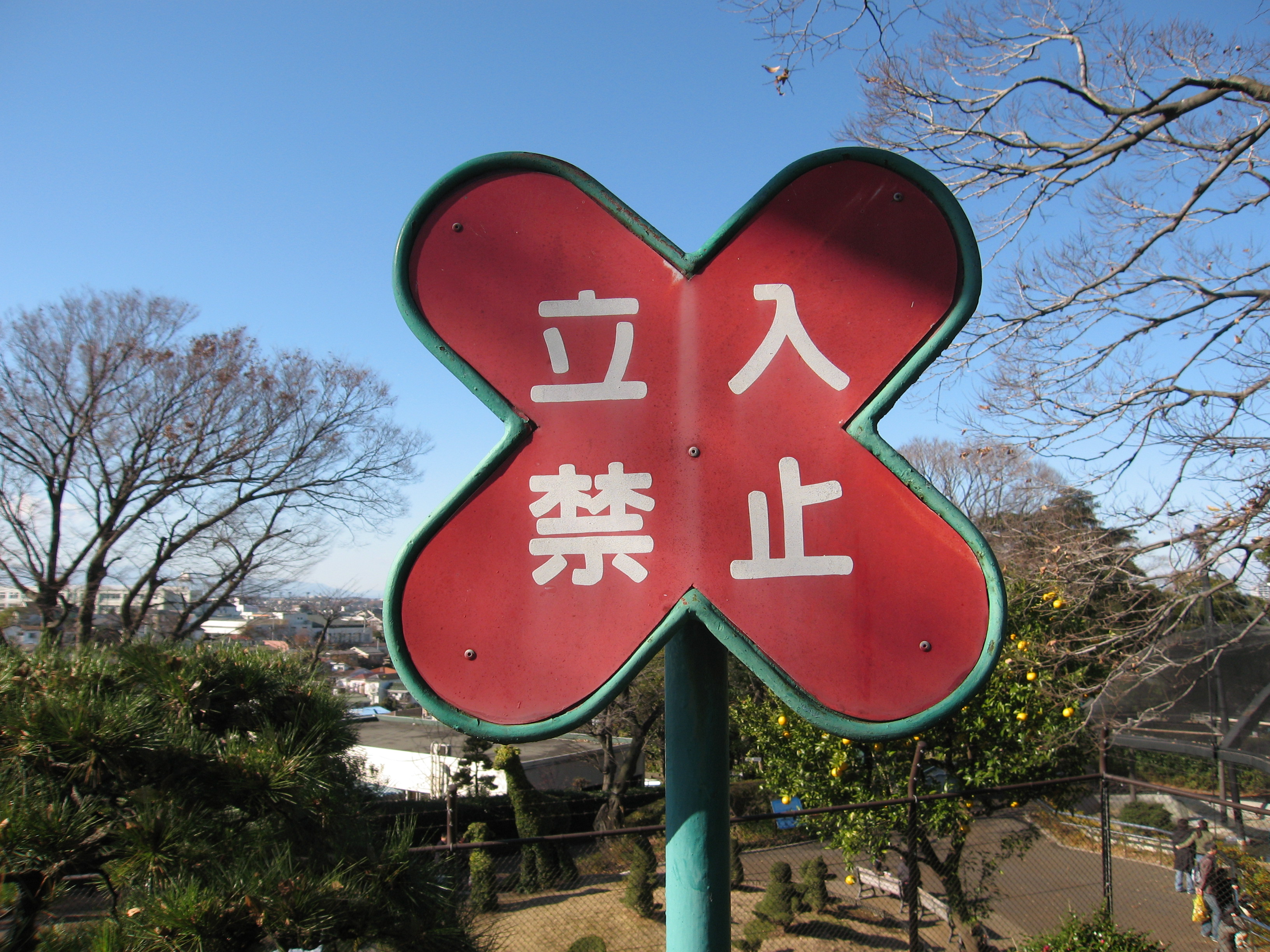
野毛山公園案内板#1
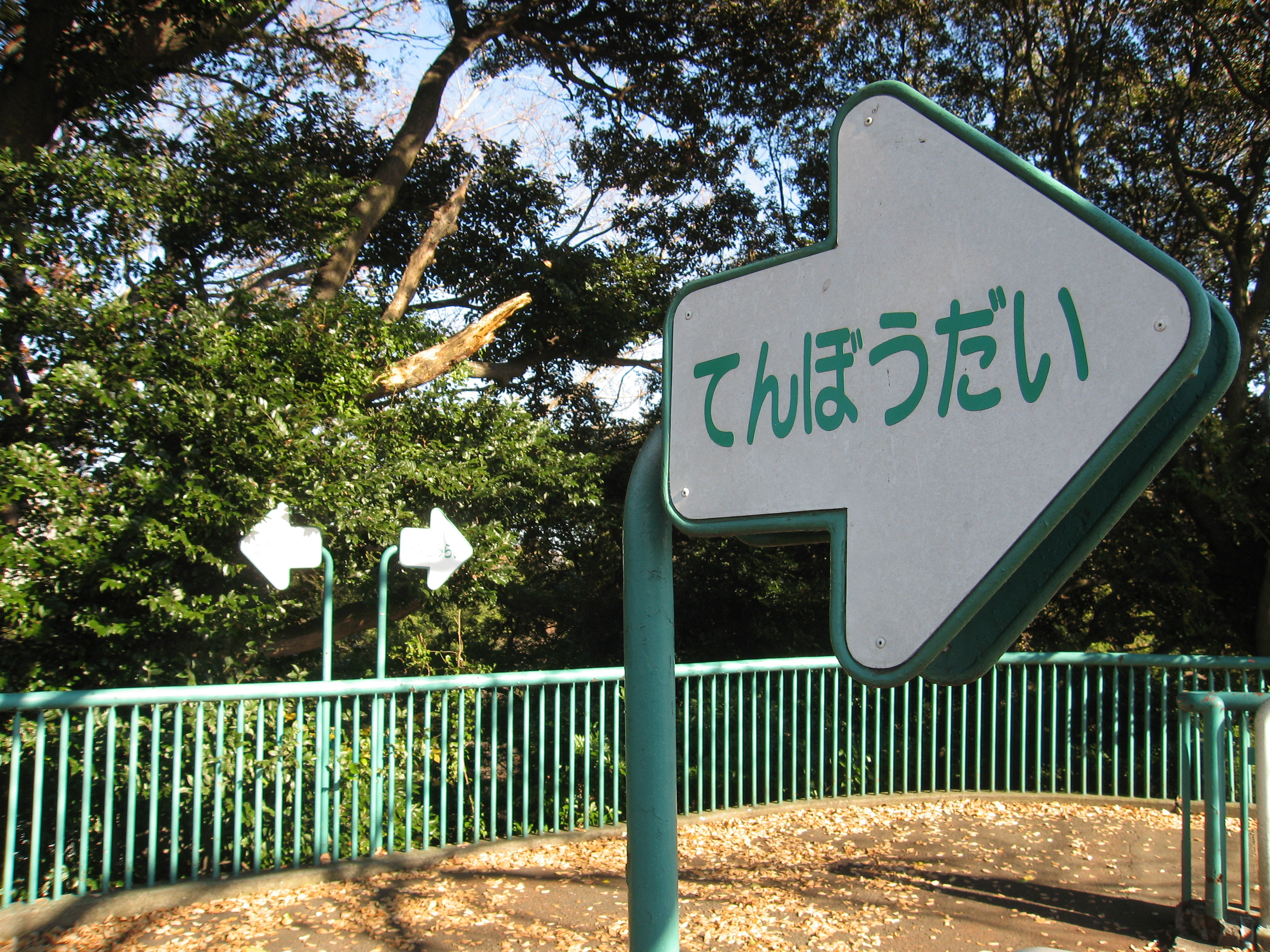
野毛山公園案内板#2
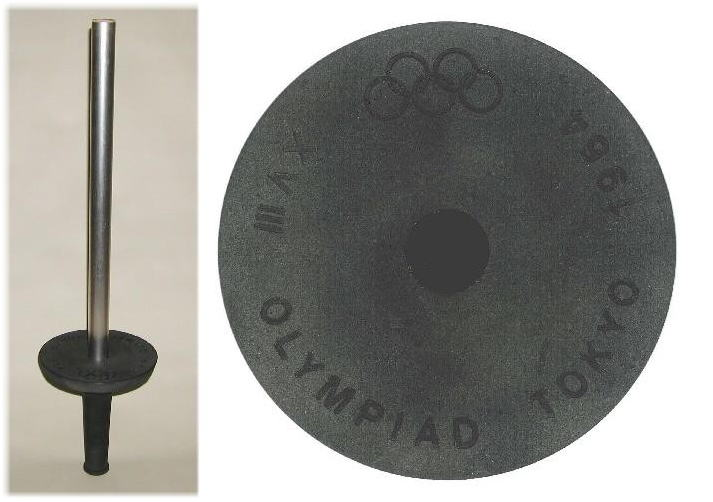
札幌オリンピック聖火トーチ・ホルダー
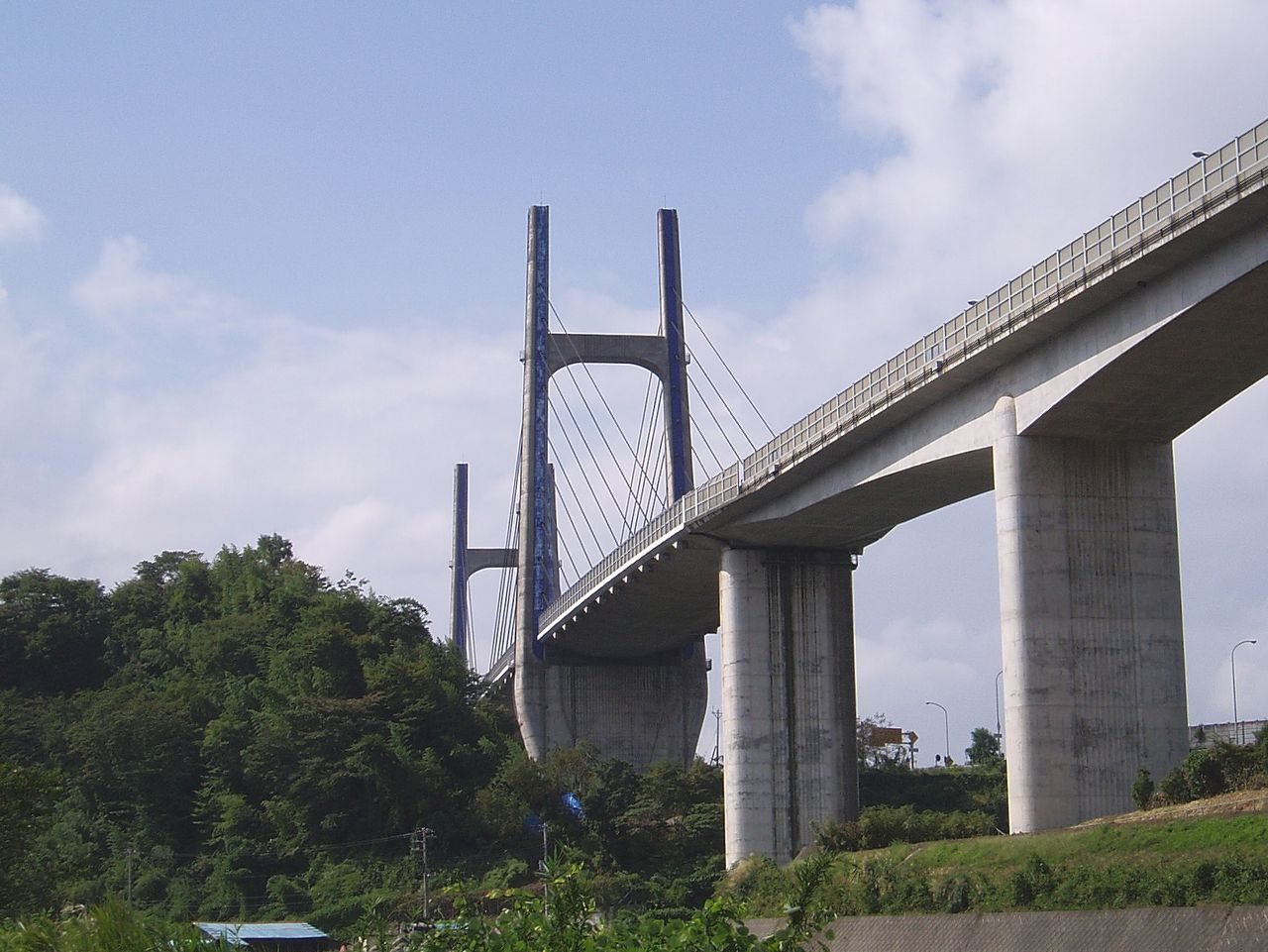
東名足柄橋

## 主な作品収蔵先
- ニューヨーク近代美術館（バタフライスツール）
- ルーブル美術館（バタフライスツール）
- ヴィクトリア&アルバート博物館（バタフライスツール）
- メトロポリタン美術館
- ピナコテーク・デア・モデルネ（ミュンヘン）
- 柳宗理記念デザイン研究所（石川県金沢市） - 金沢美術工芸大学が2014年に開設[11]

## 著書
- 『柳宗理 エッセイ』平凡社ライブラリー、2011年2月。ISBN 978-4582767278。元版・平凡社、2003年6月
- 『柳宗理 デザイン』復刻新版、河出書房新社、2012年1月。ISBN 978-4309255385。旧版・1998年9月
  - 初刊版『デザイン　柳宗理の作品と考え』用美社、1983年